# Đường cao tốc Nội Bài – Lào Cai
Đường cao tốc Nội Bài – Lào Cai (ký hiệu toàn tuyến là CT.05, hay còn gọi là đường cao tốc Hà Nội – Lào Cai) là một đoạn đường cao tốc thuộc hệ thống đường cao tốc Việt Nam, dài 265 km và có điểm đầu tại nút giao thông Quốc lộ 18 với Quốc lộ 2 tại xã  Nội Bài, thành phố Hà Nội và điểm cuối tại xã Bát Xát, tỉnh Lào Cai, nối với đường cao tốc Khai Viễn – Hà Khẩu (Trung Quốc) tại cửa khẩu Kim Thành. Đường cao tốc này là một phần của đường Xuyên Á (AH14) và dự án phát triển cơ sở hạ tầng giao thông của Hành lang kinh tế Côn Minh – Hà Nội – Hải Phòng.
Tuyến này đi qua địa bàn 3 tỉnh, thành phố là Hà Nội (12 km), Phú Thọ (102 km) và Lào Cai (148 km).
Phần lớn đường cao tốc đi ven theo bờ sông Hồng, đoạn từ Nội Bài đến hết địa phận Thanh Ba đi ở phía tả ngạn, đoạn từ địa phận Cẩm Khê đến thành phố Lào Cai đi ở phía hữu ngạn và gần như song song với quốc lộ 70 ở bờ đối diện.

## Thiết kế
Vận tốc:
- Đoạn 2 làn xe: Vận tốc tối thiểu là 60 km/h, vận tốc tối đa là 80 km/h.
- Đoạn 4 làn xe: Vận tốc tối thiểu là 60 km/h, vận tốc tối đa là 100 km/h; riêng đoạn Thành phố Lào Cai – Cửa khẩu Kim Thành có vận tốc tối thiểu là 60 km/h, vận tốc tối đa là 90 km/h.

Còn theo thiết kế, tốc độ tối đa 120 km/h. VEC sẽ áp dụng cho phép xe chạy với tốc độ tối đa 120 km/h khi các điều kiện đảm bảo an toàn trên toàn tuyến được hoàn thành.
Làn đường:
- Đoạn Nội Bài – Yên Bái dài hơn 160 km có 4 làn xe, 2 làn dừng khẩn cấp với tốc độ tối đa 100km/h (từ Km0+00 đến Km123+080). Mỗi chiều có 2 làn xe, mỗi làn rộng 3,75m và một làn xe dừng khẩn cấp rộng 3m; riêng một số cầu vượt đoạn này được thiết kế 4 làn xe và không có dải phân cách ở giữa, vận tốc tối đa 80km/h.
- Đoạn thành phố Yên Bái – Lào Cai dài 83 km có 2 làn xe, 2 làn dừng khẩn cấp, tốc độ tối đa 80 km/h. Theo đó, mỗi chiều xe chạy trên cao tốc có 2 làn gồm 1 làn xe chạy (3,5 m) và 1 làn dừng khẩn cấp (2,5m). Vạch sơn liền chia 2 chiều; cho phép xe chạy vào làn khẩn cấp. Cứ 8 – 10 km lại có một đoạn 4 làn dài 1km để các xe vượt nhau. Ngoài ra, cứ 2,5 km được bố trí vạch sơn vết đứt đoạn so le nhau để các phương tiện vượt ngược chiều.

Điểm giao cắt:
- Toàn bộ dự án có 19 điểm giao cắt với đường quốc lộ cũ và đường nội bộ chính, có thể qua lại một cách an toàn.

## Xây dựng
Dự án này khởi công từ quý III năm 2008 và hoàn thành vào ngày 21 tháng 9 năm 2014; chủ đầu tư là Tổng Công ty đầu tư phát triển đường cao tốc Việt Nam (VEC). Theo thiết kế, đoạn Nội Bài – Yên Bái có 4 làn xe cho phép đạt vận tốc thiết kế tối đa 100 km/h; đoạn Yên Bái – Lào Cai có 2 làn xe và đạt vận tốc tối đa 80 km/h.
Vào ngày 21 tháng 9 năm 2014, Thủ tướng Nguyễn Tấn Dũng cùng các đại biểu cắt băng thông xe toàn tuyến cao tốc Nội Bài – Lào Cai tại khu dịch vụ số 5 (lý trình Km 237+000) thuộc thôn Sơn Cả, xã Bảo Thắng, tỉnh Lào Cai. Đến ngày 19 tháng 5 năm 2015, Thủ tướng Nguyễn Tấn Dũng cùng các đại biểu cắt băng thông xe 20 km cuối cùng của tuyến Nội Bài – Lào Cai tại Khu kinh tế Cửa khẩu Kim Thành, tỉnh Lào Cai.

### Nhà thầu
Dự án cao tốc Nội Bài – Lào Cai do nhà thầu Hàn Quốc thi công (chiếm 6/8 gói thầu) gồm:
- Tập đoàn POSCO, Keangnam, Doosan.
- Công ty cầu đường Quảng Tây (Trung Quốc)
- Tổng Công ty Cổ phần Vinaconex (Việt Nam).

## Thống kê
Hiện tại đường cao tốc Nội Bài – Lào Cai đang giữ kỷ lục khác của tuyến cao tốc này đó là khối lượng công việc đồ sộ nhất. Với chiều dài 265 km cao tốc, thống kê bao gồm:
- 120 cầu lớn nhỏ (trong đó có 2 cầu lớn là cầu Sông Hồng và Sông Lô với chiều dài 1,68km, rộng 16,5m),
- Một hầm xuyên núi (dài 530m, cao 9m, rộng 14m),
- Một hầm chui (giao Quốc lộ 2, tiếp nối từ Quốc lộ 18 dài 645m),
- Đào đắp hơn 100 triệu m3 đất đá,
- Xử lý mái dốc hơn 1,3 triệu m2,
- 460 cống hộp và cống phục vụ dân sinh, 895 cống tròn thoát nước các loại,
- Trên 6 triệu m3 cấp phối đá dăm; gần 1,8 triệu tấn bê tông nhựa các loại, trên 600.000 m3 bê tông; gần 91.000m dài cọc khoan nhồi...

Kỷ lục về chiều dài tuyến: chưa có tuyến cao tốc nào chạy liên tục 265 km với 13 trạm thu phí, 5 trạm dừng nghỉ rộng 23 ha. Qua 5 tỉnh như cao tốc Nội Bài – Lào Cai. Tuyến đường từ Hà Nội qua tỉnh Phú Thọ lên đến Lào Cai sẽ được các bác tài "chinh phục" chỉ sau 3,5 tiếng so với 7 tiếng trước đây.
Kỷ lục dự án có nhiều hộ dân phải di dời nhiều nhất: Diện tích giải phóng mặt bằng của dự án là 2.062,38 ha; đền bù giải phóng mặt bằng cho 25.031 hộ dân bị ảnh hưởng; xây dựng 99 khu tái định cư; di dời và xây mới hàng trăm công trình công cộng; dự án áp dụng chương trình phục hồi thu nhập cho gần 17.000 hộ dân.
Đây cũng là dự án đi qua địa hình, địa chất phức tạp nhất: Theo VEC, dự án được xây dựng xuyên từ khu vực đồng bằng lên vùng Tây Bắc, với nhiều đồi núi, vượt qua hai con sông lớn là sông Hồng và sông Lô.
Cũng cần nhắc tới, đường cao tốc Nội Bài – Lào Cai đang giữ kỷ lục về suất đầu tư hiệu quả nhất. Với tổng mức đầu tư hơn 1,46 tỷ USD, suất đầu tư của dự án chỉ vào khoảng 6 triệu USD/km đường cao tốc, thuộc loại thấp nhất hiện nay. Tuy nhiên đoạn từ Yên Bái đến Lào Cai mới chỉ có 2 làn xe chạy theo mặt cắt ngang.
Tổng mức đầu tư của dự án đường cao tốc Nội Bài – Lào Cai đã được điều chỉnh tại quyết định số 3008/QĐ-BGTVT ngày 7 tháng 8 năm 2014 của Bộ Giao thông Vận tải là 1,46 tỷ USD (giai đoạn 1) bao gồm vay ưu đãi ADF (ADB) 236,21 triệu USD, vay thông thường OCR (ADB) 1,03 tỷ USD và vốn đối ứng là 170,31 triệu USD cho giải phóng mặt bằng.

## Sự cố kỹ thuật

### Liên quan đến việc xây dựng
- Sau 2 ngày đường cao tốc Nội Bài – Lào Cai đi vào hoạt động, tại Km 83, chiều từ Yên Bái về Phú Thọ đã có một vết nứt dài, gây nguy hiểm cho các phương tiện giao thông.[3]
- Chiều ngày 7 tháng 10 năm 2014, nhiều người dân thôn Phú Hùng (xã Gia Phú) và thôn Tiến Lợi, xã Xuân Giao, huyện Bảo Thắng (Lào Cai) đã mang cây, que ra chắn ngang đường cao tốc Nội Bài – Lào Cai đoạn Km 237 khiến giao thông qua đoạn đường này bị ùn tắc khoảng 1 tiếng đồng hồ. Theo phản ánh của người dân, trong quá trình thi công gói thầu A8 của đường cao tốc Nội Bài – Lào Cai, các công ty xây dựng là nhà thầu phụ của Tổng công ty Cổ phần Vinaconex (nhà thầu chính) đã thuê một số tổ thợ xây là người dân của xã Gia Phú và Xuân Giao, huyện Bảo Thắng thi công các hạng mục như rãnh thoát nước, kè đá, đổ bê tông ta luy... Tuy nhiên, sau khi đường cao tốc Nội Bài – Lào Cai hoàn thành đi vào hoạt động, các công ty này đã không trả tiền công cho một số tổ thợ như cam kết và có biểu hiện lẩn trốn.[3]

## Chi tiết tuyến đường

Biển hiển thị thông tin tốc độ (Đoạn Nội Bài – Yên Bái)

### Làn xe
- Nội Bài – Yên Bái: 4 làn xe và 2 làn dừng khẩn cấp; một số cầu vượt có 4 làn xe
- Yên Bái – Thành phố Lào Cai: 2 làn xe và 2 làn dừng khẩn cấp; một số đoạn vượt xe và nút giao thiết kế 4 làn xe và 2 làn dừng khẩn cấp
- Thành phố Lào Cai – Cửa khẩu Kim Thành: 4 làn xe và 2 làn dừng khẩn cấp

### Chiều dài
- Toàn tuyến: 265 km

### Tốc độ giới hạn
- Nội Bài – Yên Bái: Tối đa: 100 km/h, Tối thiểu: 60 km/h; một số cầu vượt tốc độ tối đa 80 km/h, tối thiểu 60 km/h
- Yên Bái – Thành phố Lào Cai: Tối đa: 80 km/h, Tối thiểu: 60 km/h; đoạn hầm tốc độ tối đa 60 km/h, tối thiểu 30 km/h
- Thành phố Lào Cai – Cửa khẩu Kim Thành: Tối đa: 90 km/h, Tối thiểu: 60 km/h

## Lộ trình chi tiết
- IC - Nút giao, JCT - Điểm lên xuống, SA - Khu vực dịch vụ (Trạm dừng nghỉ), TN - Hầm đường bộ, TG - Trạm thu phí, BR - Cầu
- Đơn vị đo khoảng cách là km.

| Số                                                                                      | Tên                                                                            | Khoảng cách từ đầu tuyến                                                       | Kết nối | Ghi chú                                                                        | Vị trí                                                                         | Vị trí                                                                         |                             |
| Kết nối trực tiếp với Đường cao tốc Nội Bài – Bắc Ninh – Hạ Long ( Quốc lộ 18)          | Kết nối trực tiếp với Đường cao tốc Nội Bài – Bắc Ninh – Hạ Long ( Quốc lộ 18) | Kết nối trực tiếp với Đường cao tốc Nội Bài – Bắc Ninh – Hạ Long ( Quốc lộ 18) | Kết nối trực tiếp với Đường cao tốc Nội Bài – Bắc Ninh – Hạ Long ( Quốc lộ 18)                                                           | Kết nối trực tiếp với Đường cao tốc Nội Bài – Bắc Ninh – Hạ Long ( Quốc lộ 18) | Kết nối trực tiếp với Đường cao tốc Nội Bài – Bắc Ninh – Hạ Long ( Quốc lộ 18) | Kết nối trực tiếp với Đường cao tốc Nội Bài – Bắc Ninh – Hạ Long ( Quốc lộ 18) |                             |
| --------------------------------------------------------------------------------------- | ------------------------------------------------------------------------------ | ------------------------------------------------------------------------------ | --- | ------------------------------------------------------------------------------ | ------------------------------------------------------------------------------ | ------------------------------------------------------------------------------ | --------------------------- |
| 1                                                                                       | IC Nội Bài                                                                     | 0.0                                                                            | Đường cao tốc Nội Bài – Bắc Ninh – Hạ Long ( Quốc lộ 18) Quốc lộ 2 Đường Võ Văn Kiệt (Hướng đi trung tâm Hà Nội) Sân bay quốc tế Nội Bài | Đầu tuyến đường cao tốc                                                        | Hà Nội                                                                         | Nội Bài                                                                        |                             |
| -                                                                                       | IC Vành đai 4                                                                  | 3.7                                                                            | Đường vành đai 4 (Hà Nội) | Đang thi công                                                                  | Hà Nội                                                                         | Kim Anh                                                                        |                             |
| TG                                                                                      | Trạm thu phí Km 6                                                              | 6                                                                              | |                                                                                | Hà Nội                                                                         | Kim Anh                                                                        |                             |
| 2                                                                                       | IC.02                                                                          | 7.9                                                                            | Đường Nguyễn Tất Thành | Chưa thi công                                                                  | Phú Thọ                                                                        | Phúc Yên                                                                       |                             |
| 3                                                                                       | IC Bình Xuyên                                                                  | 14.0                                                                           | Đường tỉnh 310B |                                                                                | Phú Thọ                                                                        | Bình Nguyên                                                                    |                             |
| SA                                                                                      | Trạm dừng nghỉ Phước An                                                        |                                                                                | |                                                                                | Phú Thọ                                                                        | Bình Xuyên                                                                     |                             |
| 4                                                                                       | IC Tam Đảo                                                                     | 25.0                                                                           | Quốc lộ 2B |                                                                                | Phú Thọ                                                                        | Tam Dương                                                                      |                             |
| 5                                                                                       | IC.05                                                                          | 31.4                                                                           | Quốc lộ 2C | Chưa thi công                                                                  | Phú Thọ                                                                        | Tam Dương                                                                      |                             |
| BR                                                                                      | Cầu Phó Đáy                                                                    | ↓                                                                              | | Vượt sông Phó Đáy                                                              | Phú Thọ                                                                        | Ranh giới Hoàng An – Tiên Lữ                                                   |                             |
| 6                                                                                       | IC Văn Quán                                                                    | 40.9                                                                           | Đường tỉnh 305C |                                                                                | Phú Thọ                                                                        | Tiên Lữ                                                                        |                             |
| BR                                                                                      | Cầu Sông Lô                                                                    | ↓                                                                              | | Vượt sông Lô                                                                   | Phú Thọ                                                                        | Ranh giới Sông Lô – Vân Phú                                                    | Ranh giới Sông Lô – Vân Phú |
| 7                                                                                       | IC Việt Trì                                                                    | 49.4                                                                           | Đường Phù Đổng |                                                                                | Phú Thọ                                                                        | Vân Phú                                                                        |                             |
| 8                                                                                       | IC Phù Ninh                                                                    | 54.9                                                                           | Quốc lộ 2 |                                                                                | Phú Thọ                                                                        | Phù Ninh                                                                       |                             |
| SA                                                                                      | Trạm dừng nghỉ                                                                 | 57                                                                             | |                                                                                | Phú Thọ                                                                        | Xuân Lũng                                                                      |                             |
| 9                                                                                       | IC Phú Thọ                                                                     | 66.3                                                                           | Đường cao tốc Tuyên Quang – Phú Thọ và Đường cao tốc Phú Thọ – Ba Vì Đường Hồ Chí Minh                                                   |                                                                                | Phú Thọ                                                                        | Phú Thọ                                                                        |                             |
| BR                                                                                      | Cầu vượt đường sắt                                                             | ↓                                                                              | | Vượt đường sắt Hà Nội – Lào Cai                                                | Phú Thọ                                                                        | Thanh Ba                                                                       |                             |
| BR                                                                                      | Cầu Sông Hồng                                                                  | ↓                                                                              | | Vượt sông Hồng                                                                 | Phú Thọ                                                                        | Ranh giới Thanh Ba – Cẩm Khê                                                   |                             |
| 10                                                                                      | IC Sai Nga                                                                     | 81.5                                                                           | Quốc lộ 32C |                                                                                | Phú Thọ                                                                        | Cẩm Khê                                                                        |                             |
| 11                                                                                      | IC Hạ Hòa                                                                      | 98.6                                                                           | Quốc lộ 70B |                                                                                | Phú Thọ                                                                        | Văn Lang                                                                       |                             |
| 12                                                                                      | IC Yên Bái                                                                     | 114.8                                                                          | Đường Âu Cơ |                                                                                | Lào Cai                                                                        | Âu Lâu                                                                         |                             |
| SA                                                                                      | Trạm dừng nghỉ                                                                 | 117.5                                                                          | |                                                                                | Lào Cai                                                                        | Âu Lâu                                                                         |                             |
| -                                                                                       | IC.13 (cũ)                                                                     | 121.4                                                                          | Quốc lộ 37 | Bị đóng vĩnh viễn                                                              | Lào Cai                                                                        | Âu Lâu                                                                         |                             |
| 13                                                                                      | IC Âu Lâu                                                                      | 122.2                                                                          | Quốc lộ 37 |                                                                                | Lào Cai                                                                        | Âu Lâu                                                                         |                             |
| BR                                                                                      | Cầu Ngòi Rào                                                                   | ↓                                                                              | | Vượt ngòi Rào                                                                  | Lào Cai                                                                        | Quy Mông                                                                       |                             |
| BR                                                                                      | Cầu Ngòi Thia                                                                  | ↓                                                                              | | Vượt ngòi Thia                                                                 | Lào Cai                                                                        | Xuân Ái                                                                        |                             |
| 14                                                                                      | IC Mậu A                                                                       | 150.0                                                                          | Đường tỉnh 166 | Kết nối với Đường cao tốc Yên Bái – Hà Giang                                   | Lào Cai                                                                        | Mậu A                                                                          |                             |
| 15                                                                                      | IC.15                                                                          | 166.3                                                                          | Đường tỉnh 166 | Chưa thi công                                                                  | Lào Cai                                                                        | Tân Hợp                                                                        |                             |
| SA                                                                                      | Trạm dừng nghỉ                                                                 | 171.5                                                                          | |                                                                                | Lào Cai                                                                        | Đông Cuông                                                                     |                             |
| TN                                                                                      | Hầm đường bộ Cao tốc Nội Bài – Lào Cai                                         | ↓                                                                              | | Dài 500m Hoàn thiện 1 nhánh hầm ở giai đoạn 1                                  | Lào Cai                                                                        | Châu Quế                                                                       |                             |
| 16                                                                                      | IC Văn Bàn                                                                     | 199.9                                                                          | Quốc lộ 279 | Kết nối với Đường cao tốc Bảo Hà – Lai Châu                                    | Lào Cai                                                                        | Bảo Hà                                                                         |                             |
| BR                                                                                      | Cầu Nhù                                                                        | ↓                                                                              | | Vượt suối Nhù                                                                  | Lào Cai                                                                        | Ranh giới Bảo Hà – Bảo Thắng                                                   |                             |
| 17                                                                                      | IC Phố Lu                                                                      |                                                                                | Quốc lộ 4E |                                                                                | Lào Cai                                                                        | Bảo Thắng                                                                      |                             |
| 18                                                                                      | IC Xuân Giao                                                                   | 234.0                                                                          | Quốc lộ 4E |                                                                                | Lào Cai                                                                        | Gia Phú                                                                        |                             |
| TG                                                                                      | Trạm thu phí Km 237                                                            | 237                                                                            | | Hướng đi Lào Cai                                                               | Lào Cai                                                                        | Gia Phú                                                                        |                             |
| SA                                                                                      | Trạm dừng nghỉ 237                                                             | 237                                                                            | |                                                                                | Lào Cai                                                                        | Gia Phú                                                                        |                             |
| TG                                                                                      | Trạm thu phí Km 237                                                            | 237                                                                            | | Hướng đi Nội Bài                                                               | Lào Cai                                                                        | Gia Phú                                                                        |                             |
| 19                                                                                      | IC Cam Đường                                                                   | 245.0                                                                          | Đường Bình Minh |                                                                                | Lào Cai                                                                        | Cam Đường                                                                      |                             |
| TN                                                                                      | Hầm đường bộ                                                                   | ↓                                                                              | | Hướng đi Lào Cai                                                               | Lào Cai                                                                        | Cam Đường                                                                      |                             |
| 20                                                                                      | IC Quốc lộ 4D                                                                  | 256.0                                                                          | Quốc lộ 4D |                                                                                | Lào Cai                                                                        | Cốc San                                                                        |                             |
| 21                                                                                      | IC Kim Thành                                                                   | 264.4                                                                          | Đường Khúc Thừa Dụ | Cuối tuyến đường cao tốc                                                       | Lào Cai                                                                        | Bát Xát                                                                        |                             |
| Kết nối với Đường cao tốc Khai Viễn – Hà Khẩu (Trung Quốc) thông qua Cửa khẩu Kim Thành |                                                                                |                                                                                | |                                                                                |                                                                                |                                                                                |                             |
| 1.000 mi = 1.609 km; 1.000 km = 0.621 mi                                                |                                                                                |                                                                                | |                                                                                |                                                                                |                                                                                |                             |